# Thomas Munz
Thomas Otto Munz (* 7. März 1929 in Seelbach, Baden; † 4. November 2011) war ein deutscher Bildhauer.

## Werdegang
Munz absolvierte zunächst eine Schreinerlehre. Im Alter von 21 Jahren nahm er an der Kunstgewerbeschule München eine Ausbildung zum Bildhauer auf und setzte sein Studium an der Akademie der Bildenden Künste fort. Dort lernte er seine Frau, die Bildhauerin Maria Munz-Natterer († 2008), kennen. Beide heirateten 1957 und erwarben 1959 das Bartl-Anwesen in Niederneuching. 
Er schuf Werke für Kirchen, öffentliche Räume und Plätze, insbesondere im Landkreis Erding, aber auch in Niederösterreich, wie im Stift Geras oder Stift Pernegg.

## Auszeichnungen
- 1991: Kulturpreis des Landkreises Erding

## Werke
- Brunnen an der Realschule in Taufkirchen
- Kriegerdenkmal in Niederneuching
- Brunnen in Oberneuching
- Aluminiumskulptur an der Hauptschule in Wartenberg
- Eingangsplastik am Kreiskrankenhaus Erding (gemeinsam mit Maria Munz-Natterer)
- Steinskulptur am Anne-Frank-Gymnasium in Erding[2]
- Brunnenplastik an der Ludwig-Maximilians-Universität in München, Schellingstrasse 3[3]
- Tabernakel der Pfarrkirche Erscheinung des Herrn in München-Blumenau[4]